# هافلاوه
هافلاوه (به آلمانی: Havelaue) یک شهر در آلمان است که در هافه‌لانت واقع شده‌است. هافلاوه ۹۹۹ نفر جمعیت دارد.